# Teo Kardum
Teo Kardum est un footballeur croate né le 24 juillet 1986 à Split. 
Formé à l'Hajduk Split, il joue ensuite 2 saisons et demie au Dinamo Zagreb, dont un prêt de 6 mois à l'Inter Zapresic en 2004.
En janvier 2006, il s'engage au Varteks Varazdin où il est, cette même année, finaliste de la Coupe de Croatie (défaite face à Rijeka).
En 2007-2008, il joue une saison en Ligue 2 au FC Libourne. Cet attaquant inscrit deux buts en 19 matchs de Ligue 2. Après la descente du club en National, il décide de s'engager au Stade Nyonnais, en Challenge League. Il ne reste que quelques mois et s'engage en début d'année 2009 en D3 croate au Zmaj Makarska.

## Clubs
- 2003-jan. 2006 :  Dinamo Zagreb
  - 2004 :  Inter Zapresic (prêt)
- jan. 2006-2007 :  Varteks Varazdin
- 2007-2008 :  FC Libourne-Saint-Seurin
- 2008 :  Stade Nyonnais